# Эдди, Роджер
Ро́джер Ю́джин Э́дди (англ. Roger Eugene Eddy; 13 мая 1946, Вэнгард) — канадский саночник, выступал за сборную Канады в конце 1960-х — начале 1970-х годов. Участник зимних Олимпийских игр в Гренобле, участник многих международных чемпионатов и национальных первенств. Также известен как тренер по санному спорту и лесовод.

## Биография
Роджер Эдди родился 13 мая 1946 года в деревне Вэнгард, провинция Саскачеван. После окончания школы уехал в США учиться в университете в городе Миссула, поступил на факультет лесного хозяйства. Там начал активно заниматься санным спортом (недалеко от университета располагалась первая американская санно-бобслейная трасса, построенная в 1965 году), позже вместе однокурсником Джимом Марри создал студенческий саночный клуб. В 1967 году Эдди вышел уже на уровень национальной сборной Канады и побывал на чемпионате мира в шведском Хаммарстранде, где финишировал пятьдесят первым на одноместных санях и двадцать вторым на двухместных. Благодаря череде удачных выступлений удостоился права защищать честь страны на зимних Олимпийских играх 1968 года в Гренобле, в мужской одиночной программе показал тридцать первое время.
После Олимпиады Эдди продолжил участвовать в заездах и оставался действующим спортсменом вплоть до 1973 года. Затем попробовал себя в качестве тренера, в течение нескольких лет возглавлял национальную сборную Канады.
В 1983 году Роджер Эдди оставил профессиональный спорт и пошёл работать по специальности в правительственное учреждение Парки Канады. В течение 25 лет работал лесником в национальном парке Глейшер, в 2008 году ушёл на пенсию.